# Michael Welz (Schauspieler)
Michael Magnus Anton Welz (* 18. März 1953 in Skellefteå, Schweden) ist ein österreichischer Schauspieler. 

## Leben
Michael Welz wurde als Sohn des Bildhauers und Medailleurs Ferdinand Welz und der Rechtsanwaltssekretärin Edith Welz in Schweden geboren. Seine aus Preußen und Tschechien stammenden Eltern waren nach dem Zweiten Weltkrieg dorthin emigriert. 1955 kam er nach Wien, als sein Vater eine Professur an der Akademie der bildenden Künste Wien annahm. Er studierte Kunstgeschichte an der Universität Wien und absolvierte eine Meisterschule für Bildhauerei an der Akademie der bildenden Künste.
Anfang der 1980er Jahre gab Welz die bildende Kunst auf und widmete sich Performance-Projekten im öffentlichen Raum.
Er nahm privaten Schauspiel- und Gesangsunterricht (Ingrid Sturm, Ute Lasch, Uwe Falkenbach und andere) und wurde Schauspieler in der freien Theaterszene Wiens.
1985 wurde Michael Welz zum Professor an der Akademie der bildenden Künste Wien ernannt.
2005 gründete er die „Gruppe Spielzeit“, mit der er Bruchstücke.Paarweise von Linde Prelog und Lederfresse mit der VRROOMMM Kettensäge von Helmut Krausser auf die Bühne brachte. Die Gruppe beteiligte sich auch an den vier Folgen der „Vollgas!“-Serie des Das Off Theaters, die Welz gemeinsam mit Ernst Kurt Weigel ins Leben gerufen hatte. Dabei verfasste er auch Stücke und führte Regie.
2008 wurde Michael Welz Mitglied des Wiener Bernhard Ensembles von Grischka Voss und Ernst Kurt Weigel.
Er hat zwei Söhne.

## Auszeichnungen
- 1979: Meisterschulpreis der Akademie der bildenden Künste Wien, 1979
- 1979: Würdigungspreis des Wissenschaftsministers, 1979
- 2014: mit dem Bernhard-Ensemble für den NESTROY in der Kategorie „Beste Off-Produktion“ 2014 nominiert (für „Wiener.Wald.Fiction“)
- 2019: mit dem Bernhard-Ensemble für den NESTROY in der Kategorie „Beste Off-Produktion“ 2019 nominiert (für „LILIOM.CLUB“)

## Theater (Auswahl)
- 2004: Fenn[1], von Caryl Churchill, Regie: John Colton
- 2005: Bruchstücke.Paarweise, von Linde Prelog, Regie: Helmut Gebeshuber
- 2006: Faust ist tot, von David Weiss
- 2007: Kompakt, Performance
- 2008: Faust, von Johann Wolfgang Goethe, Regie: Barbara Crobath
- 2009: Sylvins Finale, Performance
- 2010: Kreschpek, Regie: Michael Welz
- 2011: Educating Rita, von Willy Russell, Regie: Peter Strauss
- 2013: Bird.Shit.Island[2], Regie: Grischka Voss und Ernst Kurt Weigel
- 2014: Skinned[3], Autor und Regie: Grischka Voss
- 2014: Wiener.Wald.Fiction[4], Autor und Regie: Ernst Kurt Weigel
- 2015: The.Big.Lumpazi[5], Autor und Regie: Ernst Kurt Weigel
- 2015: Kz.Imaginaire[6], Autor und Regie: Ernst Kurt Weigel
- 2016: Welt.unter.Melancholia[7], Autor und Regie: Ernst Kurt Weigel
- 2017: Taxi.Speiber[8], Autor und Regie: Ernst Kurt Weigel
- 2017: Beet.Symph.Fünf[9], Choreographie: Anna Hein, Regie: E.K. Weigel
- 2018: Liliom.Club[10], Regie: Ernst Kurt Weigel
- 2019: This is what happened in the Telephone Booth[11], Choreographie: Leonie Wahl
- 2020: The Heldenplatz Thing[12], Regie: Ernst Kurt Weigel
- 2021: Der Besuch vom kleinen Tod, Regie: Michael Scheidl
- 2022: Karneval der Tiere, Regie: Stéphanie Troehler
- 2023: Alt sein, Regie: Sybille Falkenbach

## Als Regisseur
- 2007: Post Für A.S
- 2007: Anatol, von Arthur Schnitzler
- 2008: Zwangsvorstellungen
- 2008: Über die Jahre, von Michael Welz
- 2009: Katzen haben sieben Leben, von Jenny Erpenbeck, drama.academy
- 2011: Aufnahmezustand, drama academy
- 2012: Nackt Und Gratis!, drama academy
- 2023: Der Impresario von Schmierna, Autor: Franzobel, Stadtsaal Zwettl
- 2024: Der Talisman, Autor: Johann Nestroy, Stadtsaal Zwettl

## Filmographie (Auswahl)
- 2005: Kuh[13], Regie: Vienzenz, Kurzfilm
- 2007: Eine Minute, Regie: Therese Illiasch
- 2008: Potio[14], Regie: Vienzenz
- 2008: Alyssas Spiegel, Regie: Diego Breit Lira, Kurzfilm
- 2009: Den Löwen auch spielen, Regie: Corinna Pumm, Kurzfilm
- 2009: Fladerantenschau, Episode 11, Regie: Louis-Jeremy Spiess, Short, Okto TV
- 2010: Der Räuber, Regie: Benjamin Heisenberg
- 2011: Wie man leben soll, Regie: David Schalko, Dor-Film
- 2012: Erdbeermund, 3D-Eigenproduktion mit Günter Macho
- 2013: Die Werkstürmer, Regie: Andreas Schmied
- 2014: Hin und weg[15], Musikvideo, Julian & der Fux
- 2015: Die blauen Stunden[16], Regie: Marc Jago, NonPlusFilm
- 2015: Kleine Grosse Stimme, Regie: Wolfgang Murnberger
- 2015: All over me[17], Musikvideo, Loretta Who[18]
- 2019: Ein Kind aus Schmerz und Spucke[19], Regie: Stefan Manuel Eggenweber